# Склеропластика
Склеропластика јесте хируршка процедура у офталмологији која се користи за смањење или заустављање даљег оштећења макуле узроковане високом миопијом (која често може бити узрокована дегенеративним процесом).

## Историја
Стање задњег стафилома код високе миопије први је описао Scarpa 1800. године.  Наводи о побољшању функције ока почеле су да се јављају у 19. веку, када је Рубин приметио да је побољшање склере „вероватно једина хируршка техника за лечење миопије која покушава да исправи узрок, а не последица.
Првобитне процесуре кроз историју имале су за циљ да скратити дужину очних јабучица ресекцијом склералног прстена од екватора ока. Каснији поступци имали су за циљ промену аксијалне дужине ока, спречавањем истезања и прогресије стафилома постављањем графта у задњи део ока. 
Shevelev  је 1930. године предложио трансплантацију фасције латае како би се ојачала беоњача.
Curtin  је промовисао употребу методе пресађивања донорске беоњаче.
Momose  је 1976. годиневпрви увео лиодуру, материјал који се добија и обрађује од дуре матер. 
Тренутно многи различити хирурзи усаврђавају и модификују постојеће техника. Снајдер и Томпсон који су својевремно променили технике појачања и постигли позитивне резултате, док су други, попут Кертина и Витмора, изразили незадовољство овим методама својим негативним закључцима.

## Изражена миопија
Миопија је један од водећих узрока слепила у свету.   Узрокована је генетским  и факторима околине, као што су механичко истезање, прекомерни рад очију и акомодације, као и повишен интраокуларни притисак. Погађа и децу и одрасле. У многим случајевима, миопија ће се стабилизовати када се процес раста заврши, али у тежим хроничним случајевима може доћи до губитка вида.
Дегенеративна миопија, такође позната као малигна, патолошка или прогресивна миопија, карактерише се издужењем и стањивањем задње сдела беоњаче (најмање 25,5 мм до 26,5 мм) и високим рефрактивним грешкама од најмање -5 до -7,5 диоптрија са повећањем током  година. Такође код миопије може доћи до промена на очном дну, укључујући задњи стафилом, узроковане растом ока позади и губљењем сферног облика.
Пошто повећање ока не напредује уједначеном брзином, абнормалне избочине увеалног ткива могу се појавити кроз слабе тачке у оку. Стафилом је обележен стањивањем колагенских снопова склере и смањеним бројем колагенских пруга, к0је је у корелацији је са великим задњим темпоралним избочењем. 
Куртин је описао пет варијанти, на основу величине, облика и промене изгледа оптичког нерва и ретиналних судова, али је најчешћи је тип задњег пола. Како се задњи стафилом увећава, хороидално ткиво постаје танко и Брушова мембрана почиње да се ломи, стварајући лезије које се називају пукотине лака. Може доћи до неоваскуларизације, узрокујући да крвни судови вире кроз пукотине и пропуштају простор испод слоја фоторецепторске ћелије. Ово крварење може довести до ожиљака и макуларне дегенерације, што доводи до постепеног погоршања вида.
Ако се не лечи, изражена миопија може изазвати одвајање мрежњаче, глауком и већи ризик од катаракте.

## Намена
Операција има за циљ да покрије и стањи задњи стуб потпорним материјалом да би издржао интраокуларни притисак и спречио даље напредовање задњег стафилома. Напрезање је смањено, иако се штета од патолошког процеса не може преокренути. Заустављањем прогресије болести, вид се може одржати или побољшати.

### Методе операције
Постоје три основне технике, које се називају ослонац у облику слова Х, I-облик  и једноструки носач. Код облика  Х и I постоји ризик да буду изложене ризику повлачења медијално, што би притискало оптички нерв и могло би довести до атрофије оптичког нерва. Код једноструког носача, материјал покрива задњи пол вертикално између оптичког нерва и уметања доњег косог мишића. Често је ова метода пожељна, јер је најлакша метода за постављање, пружа најширу област подршке и смањује ризик од интерференције оптичког нерва.

### Материјали
У прошлости су коришћени многи различити материјали, укључујући:
- фасцију лату,[8]

- Лиодуру (лиофилизована људска дура),[7]
- Горе-Тек,[3]
- Зенодерм (дермис свињске коже),[9]
- животињске тетиве
- склеру од донора или лешева.[10][11][12]

Сматра се да људска склера нуди најбољу подршку, као и Лиодура, која је биолошки компатибилна са очном јабучицом и има довољну затезну чврстоћу. Вештачки материјали, као што су најлон или силикон, се не предлажу. док се склером из тетива лешева или животиња ризикује да буде одбачена.

## Процедура
Иако је било много модификација, Томпсонова процедура се често користила као основнаа.
Операција започиње тако што се прво, конјунктива и Тенонова капсула урезују око 6 мм од лимбуса рожњаче . Бочни, горњи и доњи прави мишићи се затим одвојају помоћу куке за страбизам. Затим се од задњег пола одваја везивно ткиво, као и доњи коси мишић. Трака материјала се провлачи испод одвојених мишића и гура дубоко према задњем полу. Оба краја траке материјала су укрштена преко медијалног правог мишића и зашивенају за склеру на медијалној страни горњег и доњег правог мишића. Конјунктива и Тенонова капсула се затим затварају заједно.

## Компликације
Стопе дугорочних компликација су обично ниске, али краткорочне компликације могу укључивати хемозу, едем хороидее или крварење, оштећење вене вортекса и пролазне проблеме са покретљивошћу очију.